# Dendrepidosis bifidula
Dendrepidosis bifidula är en tvåvingeart som beskrevs av Boris Mamaev och Zaitzev 1998. Dendrepidosis bifidula ingår i släktet Dendrepidosis och familjen gallmyggor. Inga underarter finns listade i Catalogue of Life.